# Cropani
Cropani är en ort och kommun i provinsen Catanzaro i regionen Kalabrien i Italien. Kommunen hade 4 834 invånare (2018).